# 宝寿院 (奈良県川上村)
宝寿院（ほうじゅいん）は、奈良県吉野郡川上村にある高野山真言宗の寺院。正確には「寳壽院」が正式の名称。

## 歴史
その起こりは一千百年前にも遡り、理源大師がその祖とされている。大峰山修行のため吉野に来られていた理源大師は不動明王のお告げにより吉野の噸合山に登られ、そこに瀧のしぶきに輝いている船形に掘れた岩石の中に金色の三玉を見いだした。このため寳壽院本尊は、舟形岩に乗る日本唯一の船不動明王とされる。
この本尊は、厄除け雨乞いを祈念する仏として信仰されていたが、現在では世間の諸々の苦を除くとともに、人々に富と繁栄をもたらす仏様として信仰されている。